# لغز الكاريبي
لغز الكاريبي (بالإنجليزية: A Caribbean Mystery)‏، رواية تحقيق من تأليف أغاثا كريستي، نشرت لأول مرة في المملكة المتحدة في 16 نوفمبر/تشرين الثاني 1964 من قبل «نادي كولنز للجرائم»، وفي الولايات المتحدة الأمريكية في 1965من قبل «شركة دود وميد». ظهرت في الرواية شخصية الآنسة ماربل.

## ملخص الرواية
تدور أحداث القصة في البحر الكاريبي، تحديدا في فندق غولدن بالم في جزيرة سانت هونوري، أين تقضي الآنسة ماربل عطلتها، وقد تكفل قريبها بدفع تكاليف الرحلة بعد أن تدهورت حالتها الصحية. لكن الآنسة ماربل تشعر بالملل في هذه البقعة من العالم التي لا يحدث فيها أي شيء مثير، خلال هذا تلتقي بالرائد بلغراف، رجل يحكي العديد من القصص الطويلة والمملة حتى أنه يكرر نفس القصة عدة مرات، ولذا يحاول كل المقيمين في الفندق تجنبه، لكن هذا الأخير يقص حكاية تثير اهتمام الآنسة ماربل، عن مجرم قام بأكثر من جريمة قتل واحدة لكنه نجح في الإفلات من العقاب، ويقول أنه يملك صورة لهذا المجرم أعطاها له أحد معارفه، ويهم بإظهارها للآنسة ماربل، لكنه يتراجع فجأة مغيرا دفة الحديث. يثير هذا استغراب الآنسة ماربل، وعندما تلتفت حولها تجد أن عددا من الاشخاص قد قدموا في تلك اللحظة وأصبحوا قريبين من مكان جلوسها مع الرائد بلغراف.
في اليوم الموالي، تجد إحدى خادمات الفندق، واسمها فكتوريا، الرائد بلغراف ميتا في غرفته، ويبدو أن الوفاة كانت لأسباب طبيعية بعد أن تم إيجاد علبة دواء خاصة بمرض ارتفاع ضغط الدم في الكوخ الذي كان مقيما فيه، لكن الآنسة ماربل تشك في أن الرائد بلغراف تم قتله وأن لهذا علاقة بالصورة التي هم بإظهارها لها البارحة، وتطلب من الدكتور غراهام الذي قام بفحص جثة الفقيد، أن يبحث لها عن الصورة بين أغراضه مدعية أنها صورة لقريبها كانت قد أعطتها للرائد بلغراف وتريد استرجاعها الآن، وتعطي له نفس أوصاف الصورة التي وصفها الرائد بلغراف. في هذه الأثناء تقوم الآنسة ماربل باستجواب العديد من الأشخاص بطريقة غير مباشرة، بمن فيهم تيم ومولي كاندال، مالكي الفندق، القس بريسكوت وأخته، السيد جايسون رافييل رجل ثري لكنه طاعن في السن ومقعد ويعاني من ضعف في القلب، وخادمه جاكسون، وسكرتيرته إيستر والترز، إضافة إلى الزوجين الأمريكيين لاكي وغريج دايسون، وصديقيهما إدوارد وزوجته إيفيلين هيلينغدون. كما تلتقي الآنسة ماربل بالسينيورا دي كاسبيرو، امرأة من أمريكا الجنوبية تقضي عطلتها في الفندق، وتقول أنها تتذكر الرائد بلغراف جيدا لأن لديه «عين شريرة»، تعارضها الآنسة ماربل وتقول أن لديه عين زجاجية وليس «عين شريرة»، لكن السينيورا تصر على رأيها.
الخادمة فيكتوريا تقوم بإخبار الزوجين كاندال أنها وخلال تنظيفها لغرفة الرائد بلغراف العديد من المرات لم تلاحظ وجود علبة الدواء تلك الخاصة بمرض ارتفاع ضغط الدم. في تلك الليلة، يتم إيجاد فيكتوريا مقتولة بعد أن تم طعنها. تراود مولي كوابيس مزعجة بعد وقوع وفاتين في الفندق الذي تديره رفقة زوجها، ثم تحاول الانتحار بواسطة جرعة زائدة من الحبوب، وتثار العديد من الشكوك حولها بعد أن يؤكد أحد الطهاة رؤيته لها وهي تحمل سكينا وتتجه نحول الخارج ليلة وفاة الخادمة فيكتوريا. تجد الآنسة ماربل صدفة، بينما كانت تعتني بمولي خوفا من أن تحاول الانتحار ثانية، جاكسون وهو يعبث بمواد تجميل مولي، ويبرر ذلك بأن السيدة والترز طلبت منه استرجاع أحمر شفاه أعارته لمولي ولم ترد إزعاجها بسبب حالتها، لكن جاكسون يثير حديثا غريبا نوعا ما، عن أنه يمكن جعل الإنسان يصاب بالهلوسة بواسطة نوع معين من العقاقير أو الأعشاب السامة. تقوم الآنسة ماربل بسؤال باقي المقيمين في الفندق إن كان الرائد بلغراف تحدث معهم عن قصة ذلك المجرم أو أراهم صورته، لكن أقوالهم تتضارب حول هذا الموضوع، حتى أن بعضهم يقول أن القاتل الذي تحدث عنه الرائد كان امرأة وليس رجلا. يتم تشريح جثة الرائد بلغراف، وتؤكد نتائج التشريح أنه مات مسموما.
في ليلة أحد الأيام، يستفيق تيم ويجد زوجته مفقودة، يتم البحث عنها في أرجاء الفندق، ثم يتم العثور على جثة غارقة يظن الجميع أنها لمولي، لكن يتضح أن تلك الجثة للاكي دوايسون التي تشبه مولي إلى حد ما ولهما نفس لون الشعر. تقوم الآنسة ماربل بعد ذلك بإيقاظ السيد رافييل في منتصف الليل وتقول أنهما يجب أن يمنعا وقوع جريمة أخرى، يذهبان رفقة الخادم جاكسون إلى منزل مولي وتيم كاندال، ويجدان أن تيم يحاول إقناع زوجته بشرب شيء لتهدئتها، تطلب الآنسة ماربل من جاكسون أن يأخذ ذلك الشراب من تيم، وتقول أنه مسموم. توضح الآنسة ماربل أن تيم كاندال هو المجرم الذي تحدث عنه الرائد بلغراف وقام بالتعرف عليه ذلك اليوم على الشاطئ عندما أخفى الصورة فجأة، وتتذكر ملاحظة السينيورا حول عين الرائد بلغراف «الشريرة» فتستنتج الآنسة ماربل أن الرائد بلغراف لم يكن ينظر إلى الاشخاص الذين رأتهم قريبين منهم ذلك اليوم لأن عينه تلك عليلة ولا يستطيع أن يبصر بها، بل كان ينظر صوب تيم كاندال، لذا كان من الضروري لتيم أن يقتل الرائد بلغراف، ثم تخلص من فكتوريا بعد أن اكتشفت موضوع زجاجة الدواء. تتذكر الآنسة ماربل كذلك حديث جاكسون الغريب حول العقاقير والأعشاب السامة المسببة للهلوسة، وتكتشف أن تيم يقوم بوضع شيء من هذه الأشياء في مواد تجميل زوجته وهذا ما سبب حالتها النفسية المضطربة، وقد قام بقتل لاكي عن طريق الخطأ لأنه ظن أنها زوجته مولي، وعندما اكتشف خطأه حاول قتل زوجته مرة ثانية بواسطة ذلك الشراب المسموم. إيستر والترز تتدخل فجأة وتقول أن تيم ليس بقاتل، ويتضح أنه كان يحاول الإيقاع بإيستر والزواج منها لكن زوجته كانت تقف عقبة في طريقهما لذا وجب أن يتخلص منها، وسبب إقدامه على الزواج من إيستر هو الأموال التي سترثها بعد وفاة مستخدمها جايسون رافييل.

## المرجعية للروايات الأخرى
المليونير جايسون رافييل سيظهر في رواية «انتقام العدالة»، أين يقوم بإرسال رسالة إلى الآنسة ماربل ويطلب منها التحقيق في قضية أخرى تخصه بعد النجاح الذي حققته في حل لغز جريمة الكاريبي.

## الإهداء
قامت الكاتبة بالإهداء الآتي: «إلى صديقي العزيز جون كروكشانك روز الذي تجمعني معه ذكريات سعيدة في جزر الهند الغربية». وقد كان جون روز صديقا لأغاثا كريستي وزوجها ماكس مالوان منذ عام 1928، وشارك في أعمال التنقيب التي قام بها زوج كريستي في سوريا.

## الاقتباس
- تم اقتباس فيلم أمريكي من الرواية عام 1983 من بطولة هيلين هيز بدور الآنسة ماربل.
- تم اقتباس حلقة من حلقات مسلسل "أغاثا كريستي الآنسة ماربل" من الرواية عام 1989 من بطولة جوان هيكسون وإنتاج قناة بي بي سي، مع بعض التعديلات في الأحداث والشخصيات.
- تم اقتباس حلقة من حلقات مسلسل "أغاثا كريستي ماربل " من الرواية عام 2013 من بطولة جوليا ماكنزي بدور الآنسة ماربل، ومن إنتاج قناة ITV البريطانية.

## العناوين العالمية
تم الحفاظ على العنوان الأصلي للرواية في بعض الترجمات، مثل الترجمة العربية لمكتبة جرير، وتغييره في ترجمات أخرى مثل: «سر الكاريبي» في الترجمة التشيكية، «الآنسة ماربل في إجازة» في الترجمة الهولندية، «الرائد يتكلم كثيرا» في الترجمة الفرنسية، «لغز جزر الهند الغربية» في الترجمة النرويجية.
قام الاديب الراحل عمر عبد العزيز أمين بترجمة الرواية تحت عنوان «اللغز المثير» ونشرت من دار ميوزيك للطبع والنشر. وتحمل الرواية الرقم (21) ضمن السلسلة.

## الروابط الخارجية
- معلومات حول الرواية في الموقع الرسمي لأغاثا كريستي (باللغة الإنجليزية).
- معلومات حول الفيلم المقتبس من الرواية عام 1983 (باللغة الإنجليزية).
- معلومات حول حلقة مسلسل «أغاثا كريستي الآنسة ماربل» المقتبسة من الرواية (باللغة الإنجليزية).